# ساوت فلات (وایومینگ)
ساوت فلات (به انگلیسی: South Flat) یک منطقهٔ مسکونی در ایالات متحده آمریکا است که در شهرستان واشاکای، وایومینگ واقع شده‌است. ساوت فلات ۵۷٫۵ کیلومتر مربع مساحت و ۳۷۴ نفر جمعیت دارد و ۱٬۲۷۶ متر بالاتر از سطح دریا واقع شده‌است.